# تصوير الوريد
تصوير الوريد (بالإنجليزية: Venography)‏ هي طريقة لتصوير الأوردة بالأشعة السينية، حيث يتم التصوير بطريق فينوغرافي بعد حقن مادة صابغة خاصة في نقي العظم أو الأوردة، حيث يتم حقن المادة الصابغة باستمرار عبر القثطرة، وعليه تكون طريقة فينوغرافي هي طريقة تدخلية. تدخل القثطرة ويقوم الطبيب بتحريكها إلى المكان المطلوب مارا عبر الجسم ضمن الجهاز الدوراني.